# Kanton Niederbronn-les-Bains

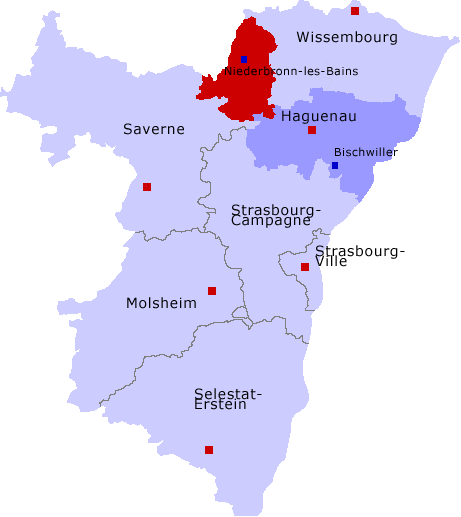
Lage des Kantons Niederbronn-les-Bains im Arrondissement Haguenau und im Département Bas-Rhin

Der Kanton Niederbronn-les-Bains war bis 2015 ein französischer Wahlkreis im Arrondissement Haguenau, im Département Bas-Rhin und in der Region Elsass.

## Geschichte
Der Kanton wurde am 4. März 1790 im Zuge der Einrichtung der Départements als Teil des damaligen Distrikts Wissembourg gegründet.
Mit der Gründung der Arrondissements am 17. Februar 1800 wurde der Kanton als Teil des damaligen Arrondissements Wissembourg neu zugeschnitten.
Von 1871 bis 1919 gab es keine weitere Untergliederung des damaligen „Kreises Weißenburg“.
Am 28. Juni 1919 wurde der Kanton Teil des neu gegründeten Arrondissements Haguenau.
Am 22. März 2015 wurde der Kanton aufgelöst. Alle Gemeinden gehörten jetzt zum Kanton Reichshoffen.

## Gemeinden
Der Kanton bestand aus 19 Gemeinden (Bevölkerungszahlen Stand 1999):
- Bitschhoffen: 416 Einwohner
- Dambach: 729 Einwohner
- Engwiller: 432 Einwohner
- Gumbrechtshoffen: 1226 Einwohner
- Gundershoffen: 3490 Einwohner
- Kindwiller: 543 Einwohner
- Mertzwiller: 3507 Einwohner
- Mietesheim: 554 Einwohner
- Niederbronn-les-Bains: 4319 Einwohner
- Oberbronn: 1424 Einwohner
- Offwiller: 852 Einwohner
- Reichshoffen: 5183 Einwohner
- Rothbach: 510 Einwohner
- Uberach: 1091 Einwohner
- Uhrwiller: 697 Einwohner
- Uttenhoffen: 176 Einwohner
- La Walck: 1012 Einwohner
- Windstein: 174 Einwohner
- Zinswiller: 754 Einwohner